# クリエイティブセンター大阪
クリエイティブセンター大阪（クリエイティブセンターおおさか、Creative Center OSAKA）は大阪市住之江区にある複合イベントスペース。
木津川河口に位置する名村造船所大阪工場跡地に設置された。

## 沿革
- 1932年、株式会社名村造船所大阪工場として稼働。
- 1979年10月、大阪工場の設備売却して大阪工場を閉鎖。
- 1988年、製造拠点を佐賀県伊万里市に移設したことにより、千島土地株式会社へ土地が返還される。
- 1993年、倉庫を改装しリハーサルスタジオとしてSTUDIO PARTITAを稼働。
- 2004年9月24日、「アートの実験場に」と30年間の実験プロジェクトとしてNAMURA ART MEETING '04-'34 vol.00「臨界の芸術論」を初開催。
- 2005年、4階建の鉄骨造の工場家屋をイベントスペースに改装してBLACK CHAMBERを稼働。
- 9月3日、NAMURA ART MEETING '04-'34 vol.01「臨界から臨海へ」を開催。
- 2007年、経済産業省より近代化産業遺産に認定される。
- 同年、STUDIO PARTITA内外を改装してイベントスペースとしてリニューアル。
- 同年、BLACK CHAMBER、STUDIO PARTITA、野外エリアをまとめクリエイティブセンター大阪として統合。

## 施設
BLACK CHAMBER
イベントホール、工房、ギャラリーなど、様々なジャンルの創作活動に対応できるスペースを備えた複合施設。
STUDIO PARTITA
音楽イベント・ライブに最適なホール。スタンディングキャパシティ約700名。リハーサルスタジオとしても利用可能。
OUTDOOR
レッドフレーム、ブルーフレーム、水上ステージ、シェッド（倉庫スペース）等があり、野外イベントの他、映画や映像、スチール撮影に等。　
AIR大阪
北加賀屋駅徒歩5分のアーティスト専用宿泊施設。CCOクリエイティブセンター大阪からも徒歩5分。作品制作・展示スペースとして利用可。

## プロジェクト
- クリエイティブビレッジ構想

近代化産業遺産に認定された「名村造船所跡地」は、国内のみならず、世界的にも差別化された場所である。クリエイティブビレッジ構想はその名村造船所跡地(クリエイティブセンター大阪)を中心に、かつて2万人を超える造船労働者で盛況を博した北加賀屋一体を「文化芸術が集積する創造拠点」として再生、展開、発信していくことを提案するプロジェクト。
- 空家再生プロジェクト

クリエイティブビレッジ構想の一環として、北加賀屋地区にある空家を創造スペースとして再生・活用する試み。旅館だった建物をリノベーションして、アーティスト向けの宿泊施設として再生した「アーティストインレジデンス(AIR)大阪」を皮切りにアーティストやクリエーターの事務所、アトリエやギャラリーなどを誘致するプロジェクト。
- NAMURA ART MEETING '04-'34

2004年から2034年までの30年間を芸術のひと連なりの現場ととらえ、芸術活動と隣り合う社会や個人が、〈出来事〉を共有しつつ未来を創造するという実験的アートプロジェクト。

## BLACK CHAMBER
旧名村造船所の船渠として利用されていたS造 鉄骨造4階建の1階・2階部分を2005年7月より改修、舞台公演や音楽ライブの他、展示、ワークショップ、リハーサル、講演、映画上映、スチール・映像撮影など、 各種イベントに対応可能な貸しスペース「BLACK CHAMBER」として2005年10月より稼働開始。
当初は独立した施設であったが、2007年に近隣の他の施設と統合してクリエイティブセンター大阪の一施設となる。
2009年8月、2階に小規模公演スペース「SIDE CHAMBER」稼働開始。

### 施設概要
- 1階　BLACK CHAMBER（仮設客席約150席）、瓦礫前スペース、工房スペース、機材倉庫
- 2階　BLACK CHAMBER（吹き抜け2階）、CCO総合事務所、ホワイエ、ギャラリースペース、BARカウンター、SIDE CHAMBER、楽屋、シャワー室
- 4階　ドラフティングルーム

## アクセス
- 地下鉄四つ橋線 北加賀屋駅 4番出口より徒歩10分